# Йоханнесен, Кристиан Людвиг

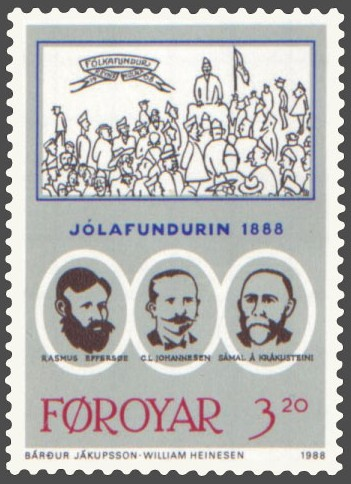
Кристиан Людвиг Йоханнесен (в центре) на почтовой марке Фарерских островов 1988 г.

Кристиан Людвиг Йоханнесен (дат. Christian Ludvig Johannesen; 4 апреля 1862 — 29 января 1935) — фарерский педагог, политик, участник кампании за независимость Фарерских островов.
Йоханнесен был одним из девяти мужчин, подписавших приглашение на рождественское заседание 1888 года), которое считается началом движения за независимость Фарерских островов.
В 1891 году вместе с Йогваном Поульсеном опубликовал Förisk ABC og lesingabók (Фарерский букварь и учебник по чтению), первую фарерскую книгу для чтения в начальных школах.